# Lime Acres
Lime Acres is een mijndorp gelegen in de gemeente Kgatelopele in de Zuid-Afrikaanse provincie Noord-Kaap. In het gebied zijn rijke kalksteenreserves. Het plaatsje is de thuisbasis voor zowel PPC Lime als Petra Diamonds. De naam van het dorp "Lime Acres" is gegeven door Eric Lowther, algemeen directeur van Northern Lime. De "Finsch Diamant Mijn" ligt 2 km van Lime Acres en zijn werknemers wonen in het dorp.